# Henriot (caricaturista)
Henri Maigrot, noto anche con lo pseudonimo di Henriot o Pif (Tolosa, 13 gennaio 1857 – Nesles-la-Vallée, 10 agosto 1933), è stato uno scrittore, disegnatore e caricaturista francese.

## Biografia

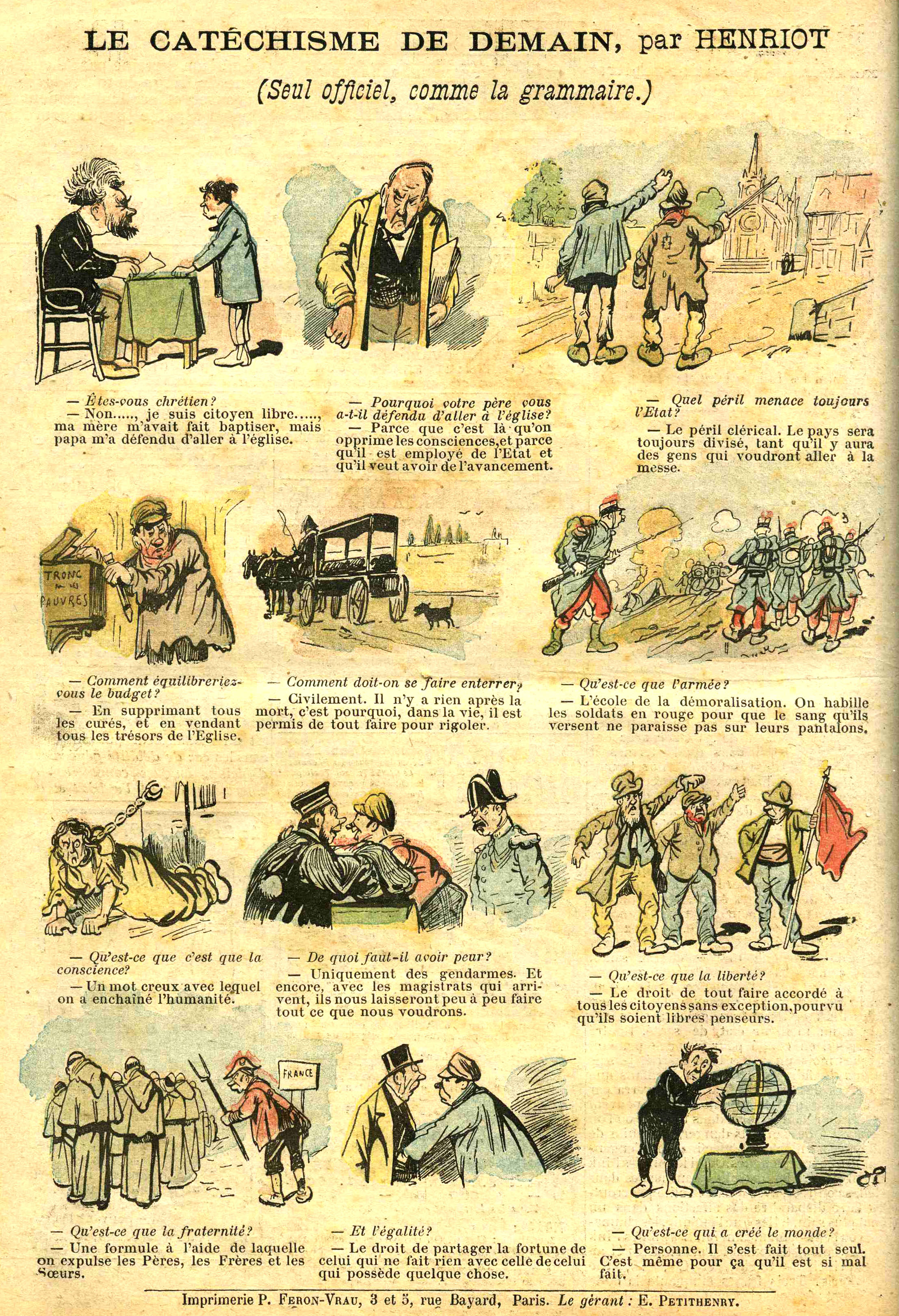
« Le catéchisme de demain » (Le Pèlerin, 1902).

Nato a Tolosa nel 1857, fu padre del poeta Émile Henriot.
Dopo gli studi di diritto, si dedica all'impiego pubblico. Nel 1875 collabora, accanto a Laurent Tailhade, a L'Écho des Trouvères, un settimanale letterario di Tolosa.
Il 1º aprile 1899 succede a Pierre Véron come direttore del giornale Le Charivari quindi sostituisce Draner à L'Illustration, a cui collabora fino al 1931. Fornisce anche disegni ad altri giornali: al Triboulet, al Journal amusant, a Bon Vivant, e Pèlerin e l'Almanach Vermot.
Vicino agli amici musicisti, comporrà poesie come Lettre à Ninon, messa in musica da Paul Delmet, o Chanson pour elle di Jules Massenet. collabora a Revue Pleyel a partire dal febbraio 1925 fornendo una rubrica illustrata, La Musique anecdotique, che diventa nel 1926 Le mois musical.
Il 23 gennaio 1915 crea il giornale satirico À la baïonnette.
È autore dell'immortale « Comment vas-tu yau de poêle ? » apparso nell'Almanach Vermot. Scrive anche un romanzo di fantascienza apocalittica, Paris en l'an 3000, dove le grandi città, tra cui Parigi, vengono ricoperte da uno spesso strato di ghiaccio dopo il passaggio di una meteora.
Muore nel 1933 a Nesles-la-Vallée.

## Opere
- Napoléon aux enfers, 1895.

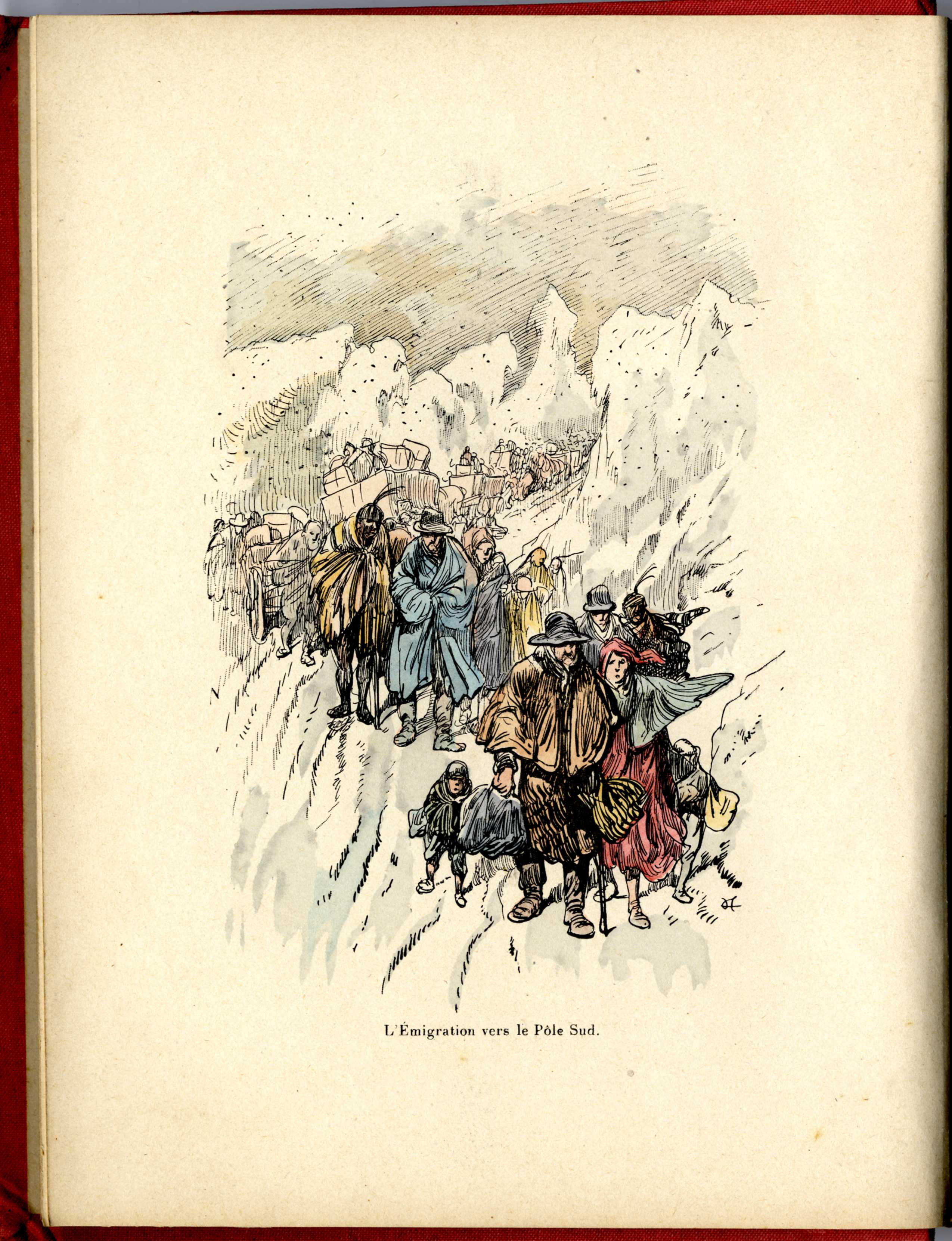
Immagine del frontespizio di Paris en l'an 3000

- Les Régiments de France, histoire des Zouaves, Paris, circa 1900.
- L'Année parisienne éditions Conquet, 1894.
- Aventures prodigieuses de Cyrano de Bergerac, Pellerin, Épinal, 1900.
- Histoire d'un vieux chêne. Texte et illustration d'Henriot, imagerie d'Épinal série supra, s.d. [1897].
- Paris en l'an 3000, Henri Laurens, Paris, 1910.